# Heide (Roggel)
Heide (Limburgs: De Hei) is een buurtschap tussen Roggel en Heibloem in de gemeente Leudal, in de Nederlandse provincie Limburg. Tot 2007 viel deze onder de toenmalige gemeente Roggel en Neer. Het is een van de twee buurtschappen binnen de gemeente Leudal met deze naam; de andere ligt bij Heythuysen (Heide).
Heide ligt in het buitengebied van Roggel, op ongeveer drie kilometer ten noorden van de dorpskern. Het wordt gevormd door circa 25 verspreide boerderijen en woonhuizen. Qua adressering valt de buurtschap volledig onder de woonplaats Roggel. Het grenst aan een aantal bosrijke natuurgebieden, waaronder het Weijenhout en de Doorbrand in het noorden en de Ophovense Zandberg in het oosten. Aangrenzende buurtschappen in het westen zijn Asbroek en Schaapsbrug. Noordelijk langs Heide lopen de Roggelse Beek en de daarin uitmondende zijtak de Oude Doorbrandsbeek.
Dorpen: Baexem · Buggenum · Ell · Grathem · Haelen · Haler · Heibloem · Heythuysen · Horn · Hunsel · Ittervoort · Kelpen-Oler · Neer · Neeritter · Nunhem · Roggel

Buurtschappen: Aan de Bergen · Aan het Broek · Achter het Klooster · Asbroek · Beekkant · Berik · Blenkert · Brumholt · Caluna · Castert · De Horck · Dries · Eiland · Eind · Ellerhei · Gendijk · Geneijgen · Gerhegge · Haelense Broek · Hanssum · Heiakker · Heide (Heythuysen) · Heide (Roggel) · Heioord · Heugde · Hoek · Hollander · Hoogschans · Hoogstraat · De Horck · Kappert · Karreveld · Keizerbos · Kinkhoven · Laak · Maxet · Mortel · Nijken · Op de Bos · Ophoven · Overhaelen · Roligt · Santfort (deels) · Schaapsbrug · Schans (Ell) · Schans (Roggel) · Schillersheide · Smidstraat · Strubben · Uffelse · Venne · Vestjenshoek · Vlaas · Waije

Voormalige gemeenten: Haelen · Heythuysen · Hunsel · Roggel en Neer

Limburg: Steden en dorpen      Nederland: Provincies · Gemeenten